# Angeles (San Ramón)
Angeles è un distretto della Costa Rica facente parte del cantone di San Ramón, nella provincia di Alajuela.